# Džafića Brdo
Džafića Brdo este un sat din comuna Bijelo Polje, Muntenegru. Conform datelor de la recensământul din 2003, localitatea are 945 de locuitori (la recensământul din 1991 erau 891 de locuitori).

## Demografie
În satul Džafića Brdo locuiesc 658 de persoane adulte, iar vârsta medie a populației este de 31,6 de ani (30,4 la bărbați și 32,8 la femei). În localitate sunt 230 de gospodării, iar numărul mediu de membri în gospodărie este de 4,11.
Populația localității este foarte eterogenă.
|  |

| Demografie | Demografie | Demografie |
| An         | Locuitori  | Locuitori  |
| ---------- | ---------- | ---------- |
|            |            |            |
|            |            |            |
|            |            |            |
|            |            |            |
| 1948       | 113        |            |
| 1953       | 162        |            |
| 1961       | 255        |            |
| 1971       | 307        |            |
| 1981       | 843        |            |
| 1991       | 891        | 878        |
| 2003       | 1165       | 945        |

| \| Componența etnică conform recensământului din 2003[2] \| Componența etnică conform recensământului din 2003[2] \| Componența etnică conform recensământului din 2003[2] \| Componența etnică conform recensământului din 2003[2] \| Componența etnică conform recensământului din 2003[2] \| \| ----------------------------------------------------- \| ----------------------------------------------------- \| ----------------------------------------------------- \| ----------------------------------------------------- \| ----------------------------------------------------- \| \| \| \| \| \| \| \| Bosniaci \| Bosniaci \| \| 372 \| 39,36% \| \| Musulmani \| Musulmani \| \| 263 \| 27,83% \| \| Sârbi \| Sârbi \| \| 176 \| 18,62% \| \| Muntenegreni \| Muntenegreni \| \| 122 \| 12,91% \| \| Albanezi \| Albanezi \| \| 4 \| 0,42% \| \| necunoscută \| necunoscută \| \| 1 \| 0,1% \| |              |  |     |        |
| Componența etnică conform recensământului din 2003 |              |  |     |        |
| |              |  |     |        |
| Bosniaci | Bosniaci     |  | 372 | 39,36% |
| Musulmani | Musulmani    |  | 263 | 27,83% |
| Sârbi | Sârbi        |  | 176 | 18,62% |
| Muntenegreni | Muntenegreni |  | 122 | 12,91% |
| Albanezi | Albanezi     |  | 4   | 0,42%  |
| necunoscută | necunoscută  |  | 1   | 0,1%   |